# Phaonia coquilletti
Phaonia coquilletti är en tvåvingeart som först beskrevs av Vimmer 1939.  Phaonia coquilletti ingår i släktet Phaonia och familjen husflugor.
Artens utbredningsområde är Peru. Inga underarter finns listade i Catalogue of Life.